# Vittaria schliebenii
Vittaria schliebenii är en kantbräkenväxtart som beskrevs av Hermann Johann O. Reimers. Vittaria schliebenii ingår i släktet Vittaria och familjen Pteridaceae. Inga underarter finns listade.